# Desmophyllum dianthus
Desmophyllum dianthus (de naam betekent versteende anjer) is een bloemdier uit de familie Caryophylliidae, orde Scleractinia (steen- en rifkoralen).
Het dier leeft in zeeën en kent een wereldwijde verspreiding op dieptes variërend van 8 tot 2500 meter.
Er zijn ook fossielen van deze soort bekend. Deze fossielen worden gebruikt voor onderzoek naar de oorzaak van de sterke toename van kooldioxide in de atmosfeer tussen 17.500 en 14.500 voor Christus.